# Knöterich-Laichkraut
Das Knöterich-Laichkraut (Potamogeton polygonifolius), auch Knöterichblättriges Laichkraut genannt, ist eine Pflanzenart aus der Gattung Laichkräuter (Potamogeton) innerhalb der Familie der Laichkrautgewächse (Potamogetonaceae).

## Beschreibung

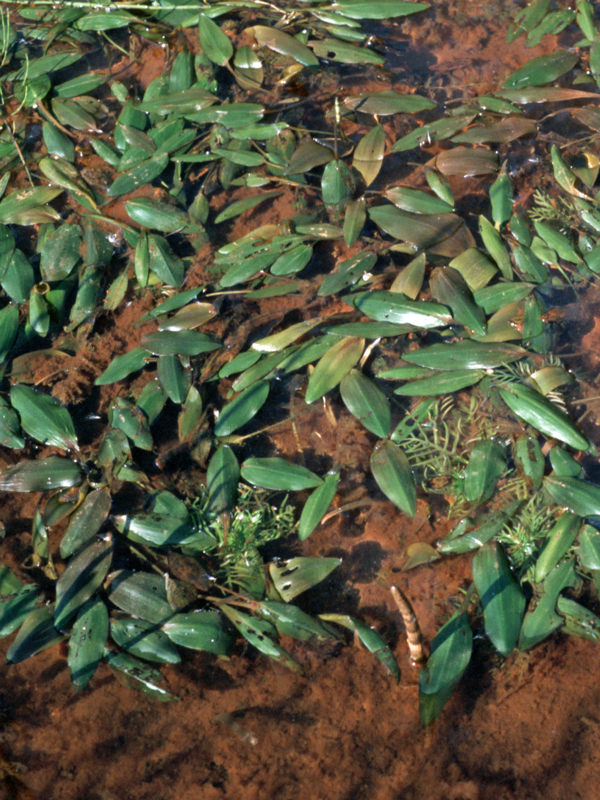
Habitus und Schwimmblätter

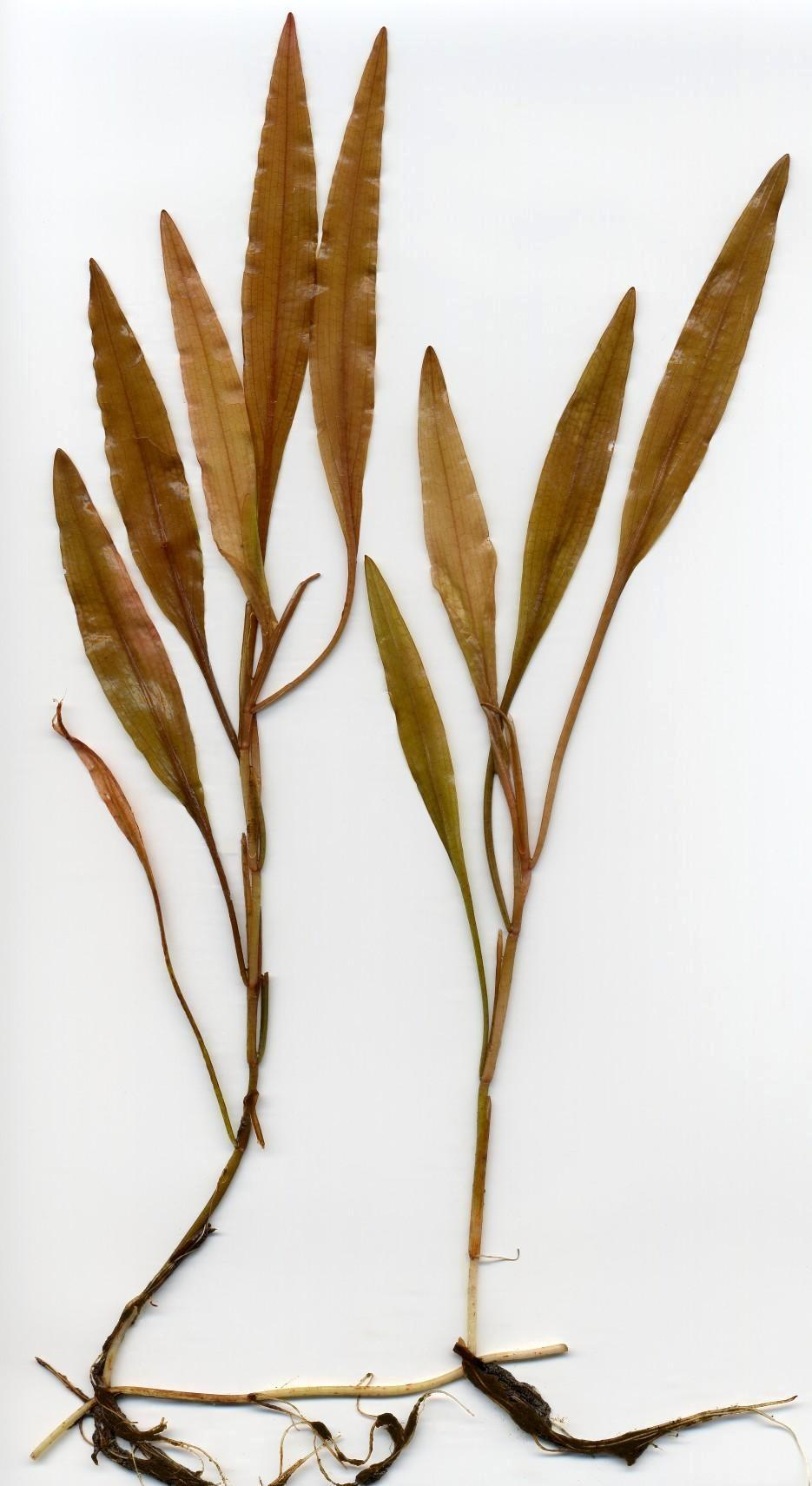
Habitus und Laubblätter eines submersen Exemplars

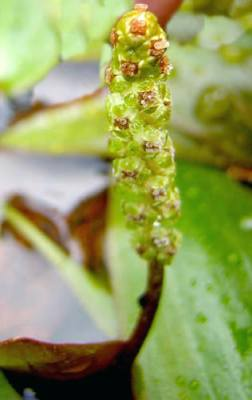
Blütenstand

Das Knöterich-Laichkraut ist äußerst vielgestaltig mit Wasser- und Landformen.

### Vegetative Merkmale
Das Knöterich-Laichkraut wächst als ausdauernde krautige Pflanze und erreicht Wuchslängen von 5 bis 30, selten bis zu 60 Zentimetern. Die rötlichen Ausläufer sind bis etwa 10 Zentimeter lang, kurz gegliedert und im Boden kriechend und sind mit 2 Millimeter etwa so dick wie der Stängel. Der einfache oder nur wenig verzweigte Stängel ist stielrund.
Die wechselständig und mehr oder weniger spiralig angeordneten Laubblätter sind in Blattstiel und -spreite gegliedert. Die einfache, dunkel-grüne Spreite der Schwimmblätter ist bei einer Länge von bis zu 9 Zentimetern sowie einer Breite von bis zu 4 Zentimetern breit-eiförmig bis lanzettlich-elliptisch mit gerundeter oder schwach herzförmiger Spreitenbasis, manchmal mit leichter Falte. Ihr 1 bis 3, selten bis zu 8 Zentimeter langer Blattstiel ist verbreitert, ohne biegsames Gelenk. Ihr Mittelnerv an der Unterseite der Spreite ist dick, schwammig. Die Tauchblätter = Unterwasserblätter sind zur Blütezeit noch vorhanden, lanzettlich mit stumpfem oberem Ende, dünn und in einen langen Stiel verschmälert. Ein Mittelstreifennetz ist deutlich zu erkennen. Die auffälligen, haltbaren, häutigen, grünlichen Nebenblätter sind 3 bis zu 5 Zentimeter lang und nicht mit dem Laubblatt verwachsen.

### Generative Merkmale
Die Blütezeit reicht von Juni bis August oder sogar März bis Oktober. Der Blütenstandsschaft ist dünn und bei Fruchtreife 5,5 bis 11 Zentimeter lang. Der ährige Blütenstand besitzt einen lockeren und schmalen Aufbau. Die zwittrige Blüte ist vierzählig. Der Staubbeutel ist bei einer Länge von etwa 0,8 Millimetern zylindrisch.
Die Sammelsteinfrucht enthält Früchtchen, die 1,5 bis 2,5 Millimeter lang und auf dem Rücken stumpf gekielt sind. Es werden manchmal Turio gebildet.

### Chromosomensatz
Die Chromosomengrundzahl beträgt x = 13; es liegt Diploidie mit einer Chromosomenzahl von 2n = 26 vor.

## Ökologie
Beim Knöterich-Laichkraut handelt es sich um einen hydromorphen, plurienn-pollakanthen Hydrophyten. Es kann eine vegetative Vermehrung durch Fragmentation der Ausläufer erfolgen.
Der Blütenstand ragt über die Wasseroberfläche hinaus und die Bestäubung erfolgt meist durch den Wind. Die Blüten sind protogyn. Es liegt Selbstkompatibilität vor.
Die Ausbreitung der Diasporen, es sind die Teilfrüchte, erfolgt im Wasser (Hydrochorie).

## Vorkommen
Das Knöterich-Laichkraut kommt in den gemäßigten Gebieten der Nordhalbkugel vor. Es ist in Europa verbreitet, in Nordafrika kommt es selten in den Küstenregionen vor. In Europa reicht das geschlossene Verbreitungsgebiet nordwärts bis ca. 60° nördlicher Breite, isolierte Vorkommen finden sich in Norwegen bis 68° nördlicher Breite, ostwärts reichen die Vorkommen bis ca. 20° östlicher Länge, wobei der Knöterich-Laichkraut im östlichen Mitteleuropa sehr selten ist. Es gibt Fundortangaben für die Azoren, Madeira, Algerien, Marokko, Tunesien, Spanien, Portugal, Andorra, Frankreich, Monaco, Malta, Sizilien, Italien, die Schweiz, Liechtenstein Österreich, Deutschland, Luxemburg, die Niederlande, Belgien, das Vereinigte Königreich, Irland, Dänemark, Schweden, Norwegen, Finnland, Estland, Lettland, Litauen, Polen, Nordmazedonien, Griechenland, Assam, das kanadische Nova Scotia sowie Neufundland und den US-Bundesstaat New Jersey.
Im nordwestlichen Mitteleuropa ist das Knöterich-Laichkraut selten, sonst tritt sie nur vereinzelt auf. In Deutschland ist es vor allem im nordwestlichen Flachland sowie entlang der Ostseeküste verbreitet. Ansonsten findet man nur im Rheingebiet (südlich bis zur Pfalz) und im unteren Maingebiet einige zerstreute Vorkommen. Das Knöterich-Laichkraut ist in der Roten Liste der gefährdeten Pflanzenarten Deutschlands nach Metzing et al. 2018, unverändert zur Roten Liste von 1998, in der Gefährdungskategorie 3 = „gefährdet“ und vielerorts im starken Rückgang begriffen; Ursachen für den Rückgang der Bestände sind Eutrophierung von Böden und Gewässern durch Düngereintrag, Überschüttung sowie Auffüllung der Gewässer, Begradigung und Verbauung kleinerer Flüsse sowie Bäche und Gewässerverschmutzung. In der Schweiz gilt Potamogeton polygonifolius als „EN“ = „stark gefährdet“ und kommt dort nur in der Alpensüdflanke vor. In der Roten Liste der gefährdeten Arten der IUCN wurde 2015 Potamogeton polygonifolius als „LC“ = „Least Concern“ = „nicht gefährdet“ bewertet.
Das Knöterich-Laichkraut gedeiht in Mitteleuropa meist in kalkarmen, mäßig sauren Torfböden und kommt daher ausschließlich in Moorentwässerungsgräben, Torfstichen, Moortümpeln und tieferen Schlenken vor, in denen dem Untergrund oft etwas Sand beigemischt ist. Es erträgt zeitweilige Trockenzeiten und bildet dann Landformen aus.
Das Knöterich-Laichkraut bildet die eigene Pflanzengesellschaft Hyperico-Potametum oblongi oder wächst in Strandlings-Gesellschaften, aber auch in ärmeren Seerosen-Beständen und in Beständen des Kleinen Wasserschlauchs.
Die ökologischen Zeigerwerte nach Ellenberg sind: Lichtzahl 7 = Halblichtpflanze, Temperaturzahl 6 = Mäßigwärme- bis Wärmezeiger, Kontinentalitätszahl 2 = ozeanisch, Reaktionszahl 3 = Säurezeiger, Feuchtezahl 10 = Wechselwasserzeiger, Stickstoffzahl 2 = Extremer Stickstoff- bis Stickstoffarmutzeiger, Salzzahl 0 = nicht salzertragend, Schwermetallresistenz = nicht schwermetallresistent.

## Systematik
Die Erstveröffentlichung von Potamogeton polygonifolius erfolgte 1788 durch Pierre André Pourret de Figeac in Mémoires de l'Académie des Sciences, Inscriptions et Belles-Lettres de Toulouse, Band 3, Seite 325. Das Artepitheton polygonifolius bedeutet „vieleck-blättrig“. Synonyme für Potamogeton polygonifolius Pourr. sind: Potamogeton anglicus Hagstr., Potamogeton cyprifolius Lowe ex Graebn., Potamogeton heterophyllus Biroli nom. illeg., Potamogeton intermedius Cham. & Schltdl., Potamogeton microcarpus Boiss. & Reut., Potamogeton natans var. polygonifolius (Pourr.) Fiori & Paol., Potamogeton natans subsp. polygonifolius (Pourr.) Bonnier & Layens, Potamogeton natans subsp. intermedius Gaudin nom. illeg., Potamogeton natans var. minor Mert. & W.D.J.Koch, Potamogeton natans var. oblongus (Viv.) Gaudin, Potamogeton natans var. parnassiifolius (Schrad. ex Mert. & W.D.J.Koch) Boenn., Potamogeton oblongus Viv., Potamogeton oblongus var. cordifolius (Cham. & Schltdl.) Fieber, Potamogeton oblongus var. lancifolius (Cham. & Schltdl.) Fieber, Potamogeton oblongus var. ovato-oblongus Fieber, Potamogeton parnassiifolius Schrad. ex Mert. & W.D.J.Koch, Potamogeton polygonifolius var. amphibius (Fr.) Hagstr., Potamogeton polygonifolius var. amphibius (Fr.) Graebn., Potamogeton polygonifolius var. microcarpus A.Benn., Potamogeton polygonifolius subsp. microcarpus (Boiss. & Reut.) Nyman, Potamogeton polygonifolius var. parnassiifolius (Schrad. ex Mert. & W.D.J.Koch) Gren. & Godr., Potamogeton polygonifolius var. terrestris (Coss. & Germ.) Rouy
Die Abgrenzung zu anderen Arten ist schwierig und so kommt es oft zu Fehlbestimmungen. Es sind einige Naturhybriden bekannt.